# La Romana (provins)
La Romana är en provins i östra Dominikanska republiken, med kust mot Karibiska havet. Provinsen har cirka 288 000 invånare. Den administrativa huvudorten är staden La Romana. Provinsen bildades 1968 och var tidigare en del av La Altagracia. Landets största ö, Isla Saona, tillhör provinsen.
Provinsen är indelad i tre kommuner: Guaymate, La Romana, Villa Hermosa